# 従八位
従八位（じゅはちい）は、日本の位階における位の一つ。正八位の下、大初位または正九位の上の位階である。
律令制においては、さらに従八位上と従八位下の二階に分けられた。従八位は、中務省の少典鑰、治部少解部、刑部少解部などに相当する。
明治時代初期の太政官制においては上下の別がなくされた。従八位は、神祇官の史生、太政官の官掌などに相当する。
栄典としての位階制が定められた叙位条例（明治20年勅令第10号）、位階令（大正15年勅令第325号）では、従八位が最も低い位階である。